# Val di Fosse nel Parco Naturale Gruppo di Tessa
Val di Fosse nel Parco Naturale Gruppo di Tessa este o arie protejată (arie specială de conservare — SAC, sit de importanță comunitară — SCI, arie de protecție specială avifaunistică — SPA) din Italia întinsă pe o suprafață de 10.087 ha, integral pe uscat.

## Localizare
Centrul sitului Val di Fosse nel Parco Naturale Gruppo di Tessa este situat la coordonatele 46°44′01″N 10°56′25″E / 46.7336°N 10.9403°E.

## Înființare
Situl Val di Fosse nel Parco Naturale Gruppo di Tessa a fost declarat sit de importanță comunitară în septembrie 1995 pentru a proteja 1 specie de plante și 12 specii de animale. Alte tipuri de protecție:
- arie de protecție specială avifaunistică (în august 2000)[2]
- arie specială de conservare (în noiembrie 2016)[1][3][4]

## Biodiversitate
Situată în ecoregiunea alpină, aria protejată conține 19 habitate naturale: Liziere de ierburi înalte hidrofile de câmpie și de nivel montan până la alpin, Pante stâncoase silicioase cu vegetație casmofită, Tufărișuri subarctice cu Salix spp., Râuri de munte și vegetația erbacee de pe malurile acestora, Păduri alpine de Larix decidua și/sau Pinus cembra, Păduri acidofile de Picea de la nivel montan la nivel alpin (Vaccinio-Piceetea), Pajiști stepice subpanonice, Pajiști uscate seminaturale și facies de acoperire cu tufișuri pe substraturi calcaroase (Festuco-Brometalia) (* situri importante pentru orhidee), Pajiști alpine și boreale, Pajiști carstice calcaroase sau bazofile, de Alysso-Sedion albi, Pajiști boreale și alpine pe substrat silicios, Grohotișuri silicioase de la nivelul montan până la nivelul zăpezii (Androsacetalia alpinae și Galeopsietalia ladani), Grohotișuri calcaroase și de șisturi calcaroase de la nivelul montan până la nivelul alpin (Thlaspietea rotundifolii), Fânețe montane, Formațiuni ierboase bogate în specii de Nardus, dezvoltate pe substraturi silicioase în zone montane (și în zone submontane, în Europa continentală), Ghețari permanenți, Pante stâncoase calcaroase cu vegetație casmofită, Mlaștini turboase de tranziție și turbării mișcătoare, Roci stâncoase cu vegetație pionieră de Sedo-Scleranthion sau Sedo albi-Veronicion dillenii.
La baza desemnării sitului se află mai multe specii protejate:
- plante (1): Trifolium saxatile
- păsări (11): minunița (Aegolius funereus), potârnichea de stâncă (Alectoris graeca saxatilis), acvilă de munte (Aquila chrysaetos), cocoșul de mesteacăn (Bonasa bonasia), ciocănitoare neagră (Dryocopus martius), Lagopus muta helvetica, sfrâncioc roșiatic (Lanius collurio), ciocănitoare de munte (Picoides tridactylus), ciocănitoare verzuie (Picus canus), sturz (Turdus pilaris), sturzul de vâsc (Turdus viscivorus)
- nevertebrate (1): fluturele auriu (Euphydryas aurinia)

Pe lângă speciile protejate, pe teritoriul sitului au mai fost identificate 26 de specii de plante, 10 specii de păsări, 1 specie de amfibieni, 3 specii de mamifere, 2 specii de nevertebrate, 1 specie de reptile.